# Кропалати (Козенца)
Кропалати (итал. Cropalati) је насеље у Италији у округу Козенца, региону Калабрија.
Према процени из 2011. у насељу је живело 1097 становника. Насеље се налази на надморској висини од 355 м.

## Становништво
| 1931. | 1936. | 1951. | 1961. | 1971. | 1981. | 1991. | 2001. | 2011. |
| ----- | ----- | ----- | ----- | ----- | ----- | ----- | ----- | ----- |
| 1.689 | 1.678 | 2.193 | 1.953 | 1.665 | 1.527 | 1.548 | 1.263 | 1.097 |